# Marcos Cáceres
Marcos Antonio Cáceres (Asunción, 5 maggio 1986) è un calciatore paraguaiano, difensore del Tacuary e della Nazionale paraguaiana.

## Caratteristiche tecniche
Gioca come terzino destro.

### Cronologia presenze e reti in nazionale
| Cronologia completa delle presenze e delle reti in nazionale ― Paraguay | Cronologia completa delle presenze e delle reti in nazionale ― Paraguay | Cronologia completa delle presenze e delle reti in nazionale ― Paraguay | Cronologia completa delle presenze e delle reti in nazionale ― Paraguay | Cronologia completa delle presenze e delle reti in nazionale ― Paraguay | Cronologia completa delle presenze e delle reti in nazionale ― Paraguay | Cronologia completa delle presenze e delle reti in nazionale ― Paraguay | Cronologia completa delle presenze e delle reti in nazionale ― Paraguay |
| Data                                                                    | Città                                                                   | In casa                                                                 | Risultato                                                               | Ospiti                                                                  | Competizione                                                            | Reti                                                                    | Note                                                                    |
| ----------------------------------------------------------------------- | ----------------------------------------------------------------------- | ----------------------------------------------------------------------- | ----------------------------------------------------------------------- | ----------------------------------------------------------------------- | ----------------------------------------------------------------------- | ----------------------------------------------------------------------- | ----------------------------------------------------------------------- |
| 22-8-2007                                                               | Asunción                                                                | Paraguay                                                                | 1 – 1                                                                   | Venezuela                                                               | Amichevole                                                              | -                                                                       | 55’                                                                     |
| 6-2-2008                                                                | San Pedro Sula                                                          | Honduras                                                                | 2 – 0                                                                   | Paraguay                                                                | Amichevole                                                              | -                                                                       | 55’                                                                     |
| 19-11-2008                                                              | Mascate                                                                 | Oman                                                                    | 0 – 1                                                                   | Paraguay                                                                | Amichevole                                                              | -                                                                       |                                                                         |
| 6-6-2009                                                                | Asunción                                                                | Paraguay                                                                | 0 – 2                                                                   | Cile                                                                    | Qual. Mondiali 2010                                                     | -                                                                       | 23’                                                                     |
| 12-8-2009                                                               | Seul                                                                    | Corea del Sud                                                           | 1 – 0                                                                   | Paraguay                                                                | Amichevole                                                              | -                                                                       |                                                                         |
| 15-5-2010                                                               | Nyon                                                                    | Paraguay                                                                | 1 – 0                                                                   | Corea del Nord                                                          | Amichevole                                                              | -                                                                       | 73’                                                                     |
| 4-9-2010                                                                | Prefettura di Kanagawa                                                  | Giappone                                                                | 1 – 0                                                                   | Paraguay                                                                | Amichevole                                                              | -                                                                       | 60’                                                                     |
| 26-3-2011                                                               | Oakland                                                                 | Messico                                                                 | 3 – 1                                                                   | Paraguay                                                                | Amichevole                                                              | -                                                                       | 71’                                                                     |
| 29-3-2011                                                               | Nashville                                                               | Stati Uniti                                                             | 0 – 1                                                                   | Paraguay                                                                | Amichevole                                                              | -                                                                       |                                                                         |
| 4-6-2011                                                                | Santa Cruz                                                              | Bolivia                                                                 | 0 – 2                                                                   | Paraguay                                                                | Copa Paz del Chaco 2011                                                 | -                                                                       |                                                                         |
| 23-6-2011                                                               | Asunción                                                                | Paraguay                                                                | 1 – 1                                                                   | Cile                                                                    | Amichevole                                                              | -                                                                       | 65’                                                                     |
| 20-7-2011                                                               | Mendoza                                                                 | Paraguay                                                                | 0 – 0 dts (5 – 3 dtr)                                                   | Venezuela                                                               | Coppa America 2011 - Semifinale                                         | -                                                                       |                                                                         |
| 6-2-2013                                                                | Asunción                                                                | Paraguay                                                                | 3 – 0                                                                   | El Salvador                                                             | Amichevole                                                              | -                                                                       | 46’                                                                     |
| 7-6-2013                                                                | Asunción                                                                | Paraguay                                                                | 1 – 2                                                                   | Cile                                                                    | Qual. Mondiali 2014                                                     | -                                                                       |                                                                         |
| 10-9-2013                                                               | Asunción                                                                | Paraguay                                                                | 2 – 5                                                                   | Argentina                                                               | Qual. Mondiali 2014                                                     | -                                                                       |                                                                         |
| 27-3-2015                                                               | San José                                                                | Costa Rica                                                              | 0 – 0                                                                   | Paraguay                                                                | Amichevole                                                              | -                                                                       | 20’                                                                     |
| 1-4-2015                                                                | Kansas City                                                             | Messico                                                                 | 1 – 0                                                                   | Paraguay                                                                | Amichevole                                                              | -                                                                       | 65’                                                                     |
| 7-6-2015                                                                | Asunción                                                                | Paraguay                                                                | 2 – 2                                                                   | Honduras                                                                | Amichevole                                                              | -                                                                       | 68’                                                                     |
| 13-6-2015                                                               | La Serena                                                               | Argentina                                                               | 2 – 2                                                                   | Paraguay                                                                | Coppa America 2015 - 1º turno                                           | -                                                                       |                                                                         |
| 20-6-2015                                                               | La Serena                                                               | Paraguay                                                                | 1 – 1                                                                   | Uruguay                                                                 | Coppa America 2015 - 1º turno                                           | -                                                                       |                                                                         |
| 3-7-2015                                                                | Concepción                                                              | Perù                                                                    | 2 – 0                                                                   | Paraguay                                                                | Coppa America 2015 - Finale 3º Posto                                    | -                                                                       |                                                                         |
| 9-9-2021                                                                | Asunción                                                                | Paraguay                                                                | 2 – 1                                                                   | Venezuela                                                               | Qual. Mondiali 2022                                                     | -                                                                       | 82’                                                                     |
| Totale                                                                  |                                                                         | Presenze                                                                | 22                                                                      |                                                                         | Reti                                                                    | 0                                                                       |                                                                         |

## Palmarès

### Club

#### Competizioni nazionali
- Campionato argentino: 1

Newell's: 2012-2013 (C)